# カーバー・ミード
カーバー・アンドレス・ミード（Carver Andress Mead、1934年5月1日 - ）は、アメリカ合衆国の著名な計算機科学者。カリフォルニア工科大学の名誉教授であり、40年以上教鞭をとっている。
カリフォルニア工科大学で電気工学を学んだ（学士号:1956年、修士号:1957年、博士号:1960年）。

## ミードとコンウェイのVLSI設計とムーアの法則
カーバー・ミードとリン・コンウェイは1980年に Introduction to VLSI systems という本を出版した（日本語版は『超LSIシステム入門』）。先駆的な優れた教科書であり、世界中で長年に渡ってVLSI設計の教育に使われてきた。また、ミードは「ムーアの法則」の名付け親としても知られている。

## 「世界初」
2002年にアメリカ国家技術賞を受賞した際、アメリカ合衆国商務省技術局のウェブページに掲載された経歴によると、ミードは次に挙げるような様々な「世界初」を成し遂げてきた。
- 世界初のヒ化ガリウムMESFETの開発。現在では無線通信で広く使われている。
- 世界で初めて物理学に基づいてトランジスタのサイズの下限を予測した。この予測により、エレクトロニクス業界は微細化技術を向上させることとなった。
- 世界で初めてチップ上に数百万のトランジスタを搭載する可能性を予測した。また、これに基づいて巨大電子回路を設計する手法を世界で初めて開発した。
- 世界初のVLSI設計コースで教えた。
- 世界初の集積回路設計ソフトウェアを開発した。

その後、方向性を変え、ジョン・ホップフィールドやリチャード・P・ファインマンと共に動物の脳を研究し始めた。三人は、ニューラルネットワーク、ニューロモルフィック・エンジニアリング（VLSI上にアナログ回路でニューラルネットワークを実装すること）、コンピュータ物理学（コンピュータの物理的限界などを研究する学問）という分野に影響を与えた。ミードは世界初の神経構造に基づいたチップ（シリコン網膜や経験から学習するチップなど）を開発した。また、これらの技術を商業化するために Synaptics や Foveon といった会社も設立し、CMOSイメージセンサや画像処理チップを開発した。
また、ミードは教育者としてもコンピュータ業界に大きな影響を与えた。サン・マイクロシステムズやシリコングラフィックスなど多くの企業の創業者には彼の教え子が含まれている。EDAに関する業績により、いくつかの企業が作られた（Silicon Compilers、Silerity、Cascade Semiconductor Design）。また、アイバン・サザランドと共にカリフォルニア工科大学での計算機科学部門設立にも深く関与した。
ミードはアナログ回路での不揮発性記憶装置として浮動ゲートトランジスタを用いた先駆者でもある。

## 電磁気学への "Collective Electrodynamics" によるアプローチ
ミードは、Collective Electrodynamics と名づけた手法を開発した。これは、量子化したエネルギー伝達を含む電磁効果が、集団的に振舞う電子群の波動関数の相互作用から派生するものと考える手法である。これによると、光子に実体はなく、プランクのエネルギー-周波数関係は電子の固有状態の相互作用によって生じる。この考え方は、John Cramer の量子力学のトランザクション的解釈、ジョン・ホイーラーとリチャード・P・ファインマンの量子電磁力学、ギルバート・ルイスの初期の電磁エネルギー交換の解釈などに関連している。

## 語録
- 「技術に耳を澄ませ、あなたに何を語りかけているかを見つけなさい」[5]
- 「量子世界は波の世界であって、粒子の世界ではない（注: 古典的な「粒子」ではなく、二重性が常につきまとうものだ、ということ）。だから我々は電子の波や光子の波などのことを考えなければならない。物質は「インコヒーレント」すなわち個々の波が異なる波長を持つ、すなわちそれぞれが異なる運動量を持つ。超電導磁石内の電子やレーザー内の原子のように純粋な量子システムを使えば、個々の波の位相が合い、物質全体として波としての性質を現すことになる。そうすれば、どの物質が見込みがあるかがわかる」[6]

## 起業した会社
- Actel
- Foveon
- Impinj
- Silicon Compilers
- Sonic Innovations
- Synaptics[7]

## 受賞歴
- 1981年 - Electronics誌からミードとコンウェイに対して年間貢献賞を授与[8]。
- 1985年 - フランクリン協会（英語版）から John Price Wetherill Medal を授与[9]
- 1996年 - エレクトロニクス業界への貢献に対して、Phil Kaufman 賞を授与[10]。また、フォン・ノイマンメダルを受賞。
- 1997年 - アレン・ニューウェル賞を受賞。
- 1999年 - レメルソンMIT賞（英語版）を受賞[11]。
- 2001 - ディクソン賞科学部門を受賞
- 2002年 - アメリカ国家技術賞を受賞[12]。また、コンピュータ歴史博物館のフェロー賞を受賞[13]。
- 2011年 - BBVA Foundation Frontiers of Knowledge Award of Information and Communication Technologies を受賞
- 2009年 - 全米発明家殿堂に選出
- 2022年 - 京都賞先端技術部門を受賞

## 著作
- (1979年) Carver Mead, Lynn Conway "Introduction to VLSI systems" Addison-Wesley Pub. ISBN 0201043580
  - 邦訳：(1981年) C.ミード・L.コンウェイ共著, 菅野卓雄・榊裕之監訳 『超LSIシステム入門』 培風館
- (1989年) Carver Mead, "Analog VLSI and Neural Systems" Addison-Wesley Pub ISBN 0201059924